# Thenus parindicus
Thenus parindicus е вид десетоного от семейство Scyllaridae.

## Разпространение и местообитание
Видът е разпространен в Австралия (Куинсланд и Северна територия), Индия (Гуджарат) и Пакистан.
Среща се на дълбочина от 7,6 до 84 m, при температура на водата от 23,6 до 26,7 °C и соленост 35 – 35,4 ‰.